# الدوري الفنلندي الممتاز 2009
الدوري الفنلندي الممتاز 2009 (بالفنلندية: Veikkausliigan kausi 2009)‏ هو موسم من الدوري الفنلندي الممتاز. أقيم بتاريخ 2009، وبمشاركة  14 فريقاً، وفاز فيه نادي هلسنكي.